# O. W. Fischer
Otto Wilhelm Fischer (n. 1 aprilie 1915, Klosterneuburg, Austria Inferioară, Austro-Ungaria – d. 29 ianuarie 2004, Lugano, Cantonul Ticino, Elveția) a fost un actor austriac.

## Date biografice
Otto Wilhelm a fost fiul juranlistului Franz Karl Fischer și al Mariei născ. Schoerg. Cursurile școlii primare și al gimnaziului le face în Klosterneuburg. După bacalaureat în 1933 va studia istoria și germanistica la Universitatea din Viena. În 1936 începe sutudiul dramaturgiei la Max-Reinhardt, unde a început să joace câteva roluri mici de teatru. El devine cunoscut în anul 1950 cu filmul "Erzherzog Johanns große Liebe". O. W. Fischer devine unul dintre cei mai bine plătiți actori germani, jucând alături de actori ca Maria Schell și Ruth Leuwerik. El devine un idol al publicului spectator, prin stilul lui distanțat ca și prin monologurile lui. Fischer a regizat filme ca: My man Godfrey (1957). Prin 1957 ajunge în conflict cu studiourile Hollywood de unde după o perioadă scurtă se retrage. Rolul lui în fiind preluat de David Niven. Fischer se reîntoarce în Germania, se căsătorește în 1942 cu actrița Anna (Nanni) Usell (1903–1985). Între anii 949-1952 are o legătură cu actrița Gustl Gerhard. Din 1960 trăiește în cantonul Tessin Elveția. Prin anii 1970 mai poate fi văzut în câteva filme TV ca „Das weite Land“. În ultimii ani de viață a început să se ocupe de etimologie, filozofie și teologie, scriind pe aceste teme și câteva cărți. Urna cu cenușa lui este păstrată de soția sa, în casa din Vernate.

## Filmografie (selectată)
- 1936 Burgtheater
- 1939 Anton, der Letzte, rol: Graf Willy Othmar
- 1940 Meine Tochter lebt in Wien, rol: Chauffeur Hauser
- 1941 Der Meineidbauer, rol: Franz Ferner
- 1942 Sommerliebe
- 1943 Wien 1910
- 1943 Die beiden Schwestern
- 1944 Sieben Briefe
- 1944 Glück unterwegs
- 1944 Spiel
- 1945 Leuchtende Schatten
- 1947 Triumph der Liebe
- 1947 Das unsterbliche Antlitz
- 1949 Liebling der Welt
- 1950 Erzherzog Johanns große Liebe, rol: Erzherzog (arhiducele) Johann
- 1951 Verträumte Tage
- 1951 Heidelberger Romanze
- 1951 Das letzte Rezept
- 1952 Bis wir uns wiederseh'n
- 1952 Cuba Cabana
- 1952 Der träumende Mund
- 1953 Ein Herz spielt falsch
- 1953 Solange Du da bist (1953)
- 1953 Tagebuch einer Verliebten
- 1954 Bildnis einer Unbekannten
- 1954 Ludwig II.
- 1955 Hanussen (și Regie)
- 1955/56 Ich suche Dich (și regie)
- 1956 Tatăl meu, actorul (Mein Vater, der Schauspieler), regia Robert Siodmak
- 1956 Herrscher ohne Krone
- 1957 El Hakim, regia: Rolf Thiele
- 1957 Skandal in Ischl
- 1958 ... und nichts als die Wahrheit
- 1958 Peter Voss, der Millionendieb
- 1958 Il bacio del sole (film italian)
- 1958 Helden, rol: căpitanul Bluntschli
- 1959 Abschied von den Wolken
- 1959 Menschen im Hotel
- 1959 Peter Voss, der Held des Tages
- 1959 Und das am Montagmorgen, rol: Alois Kessel
- 1960 Mit Himbeergeist geht alles besser
- 1960 Scheidungsgrund: Liebe
- 1961 Es muss nicht immer Kaviar sein, rol: Thomas Lieven
- 1961 Diesmal muß es Kaviar sein, rol: Thomas Lieven
- 1961 Roata vieții (Das Riesenrad), regia Géza von Radványi
- 1962 Cartea de la San Michele (Axel Munthe, der Arzt von San Michele), regia Rudolf Jugert, Giorgio Capitani și Georg Marischka
- 1963 Das Geheimnis der schwarzen Witwe
- 1963 Frühstück im Doppelbett
- 1965 Coliba unchiului Tom (Onkel Toms Hütte) )
- 1965 El Marques (dt. Der Marquis – der Mann, der sich verkaufen wollte; Spania)
- 1966 Non faccio la guerra...faccio l'amore (dt. Geh ins Bett, nicht in den Krieg; Italia)
- 1969 Komm, süßer Tod
- 1969 Liebesvögel
- 1970 Die Fliege und der Frosch (TV ZDF)
- 1986 Auferstehung in Lugano (TV ZDF)
- 1987/88 Herbst in Lugano (TV ZDF)

Portrete și interviuri: 
- Ich möchte noch erwachsen werden (1990; BR)
- Liebe, Tod und Teufel (1997; ORF)
- Wortwechsel (1998; SWF)
- O.W. Fischer im Gespräch mit Jürgen Fliege (2002; BR)
- Spiegel der Gedanken (2004; ORF)

## Distincții
- 1950, 1951: Donauweibchen
- 1953-1955: Bambi
- 1955: Filmband in Silber (Banderola de argint) pentru Ludwig II.
- 1956: Filmfestival San Sebastian: Scoica de aur (Regie, actor) pentru Ich suche Dich
- 1956: Premiul spaniol de jurnalism (cel mai bun sceanriu) pentru Ich suche Dich
- 1958-1961: Bambi
- 1958-1963: Bravo-Otto
- 1959: Filmband in Gold (Banderola de aur) ca cel mai bun actor, filmul Helden
- 1960: Österreichisches Ehrenkreuz für Wissenschaft und Kunst I. Klasse (Distincția de Onoare austriacă Clasa I)
- 1961: Premiul Europa pentru Das Riesenrad
- 1961: Membru de Onoare al jurnaliștilor de film spanioli
- 1970: Numire ca Profesor universitar
- 1977: Filmband in Gold (Banderola de Aur) pentru realizările sale în filmele germane
- Großes Verdienstkreuz Crucea de Onoare a Germaniei
- 1987, 1990, 1992: Bambi
- 1987: Cordon Bleu Du Saint Esprit (Banderola albastră)